# Спурій Карвілій Максим Руга
Спурій Карвілій Максим Руга (лат. Spurius Carvilius Maximus Ruga; ? — 212 до н. е.) — військовий та політичний діяч Римської республіки, консул 234 і 228 років до н. е.

## Життєпис
Походив з плебейського роду Карвіліїв, разом з тим його предки здобули право на стан вершників. Син Спурія Карвілія Максима, консула 293 та 272 років до н. е. Про молоді роки мало відомостей.
У 234 році до н. е. його обрано консулом разом з Луцієм Постумієм Альбіном. Під час своєї каденції підкорив Сардинію й Корсику, які до того належали Карфагену, скориставшись заколотом найманців й лівійців у Карфагені. За це Карвілій у 233 році до н. е. отримав тріумф.
У 228 році до н. е. його вдруге обрано консулом, цього разу разом з Квінтом Фабієм Кункатором. Він схвалив пропозицію народного трибуна Гая Фламінія про розподіл полів у Цізальпійській Галлії. Він же, за свідченнями, подав перший приклад розірвання шлюбу (зі згоди сенату). Це відбулося між 235 та 231 роками до н. е., причиною чого було безплідність дружини Спурія Карвілія.
Після поразки під Каннами у 216 році до н. е. запропонував поповнити сенат за рахунок латинян, щоб зміцнити вірність міст Латинського союзу Римові. Втім ця пропозиція була відхилена. Помер Спурій Карвілій у званні авгура у 212 році до н. е.